# Súdwesthoek (schip, 1923)
De Súdwesthoek is een van de veertien skûtsjes van de Sintrale Kommisje Skûtsjesilen, gebouwd in 1923 door Barkmeijer in Stroobos.

## Geschiedenis
De eerste kampioen van het SKS skûtsjesilen was Klaas van der Meulen. Hij behaalde tussen 1945 en 1954 vier kampioenschappen met het skûtsje van zijn schoonvader Teake Salverda, maar die verkocht het schip in 1955. In 1958 werd het schip weer in gebruik genomen voor het skûtsjesilen, er werd een commissie  opgericht van mensen uit Stavoren en andere dorpen in de Zuidwesthoek van Friesland. Het skûtsje werd dan ook de Súdwesthoek genoemd.  
Klaas van der Meulen werd de eerste jaren weer schipper, maar hij behaalde niet meer dezelfde resultaten als voorheen. Hij kreeg in 1961 ruzie met commissieleden en vertrok.  
Rienk Zwaga werd in 1979 kampioen met de Súdwesthoek. Hij werd in 1981 opgevolgd door Meindert de Groot, die ruim 25 jaar schipper  is geweest. In 2003 heeft het bestuur  een nieuw skûtsje gekocht, dat is gebouwd in 1923 door Scheepswerf Barkmeijer in Stroobos. Inmiddels heeft Meinderts zoon Auke het roer overgenomen. Die heeft in 2018 beide wedstrijden op het IJsselmeer bij Lemmer gewonnen. In 2019 werd hij elfde in het eindklassement. 

## Schippers
- Klaas van der Meulen	1958-1961
- Douwe Visser	1962-1967
- Cor Salverda	1968-1971
- Rienk Ulbesz Zwaga	1972-1980
- Meindert de Groot	1981-1995; 1997-2007
- Albert Salverda	1996
- Auke de Groot	2008 - heden

## Skûtsjes
- Súdwesthoek  (01)	1958-2002
- Súdwesthoek  (02)	2003-heden